# Randa Abou Bakr
Pour les articles homonymes, voir Abou Bakr et Bakr.
Randa Abou Bakr, née en 1966, est une universitaire égyptienne, doyenne de la faculté de lettres de l’université du Caire.

## Biographie
Fille d’un poète, elle étudie les lettres anglaises à l’université du Caire. Elle devient ensuite traductrice et enseignante, et soutient sa thèse de doctorat en 1998.
En 2005, elle est cofondatrice du Mouvement du 9-mars pour l’indépendance des universités, dont elle devient ensuite présidente. Elle fonde la revue poétique Muse.
Elle est la première doyenne élue de la faculté de lettres de l’université du Caire, le 11 juin 2011 avec 73 voix sur 360.